# Eucamenta
Eucamenta är ett släkte av skalbaggar. Eucamenta ingår i familjen Melolonthidae.
Kladogram enligt Catalogue of Life:
| Eucamenta | \| \| Eucamenta castanea \| \| \| \| \| \| Eucamenta transvaalensis \| \| \| \| |
|           | \| \| Eucamenta castanea \| \| \| \| \| \| Eucamenta transvaalensis \| \| \| \| |
|           | Eucamenta castanea                                                              |
|           |                                                                                 |
|           | Eucamenta transvaalensis                                                        |
|           |                                                                                 |